# De Havilland Mosquito
De Havilland DH.98 Mosquito  ("Komar") je bil britanski dvomotorni večnamenski bombnik / lovec 2. svetovne vojne. Zaradi velike hitrosti in lesene konstrukcije je dobil vzdevek "leseni čudež" (The Wooden Wonder). Ker je bil zgrajen večinoma iz lesa, ga je bilo težko zaznati z radarjem. Tako je bil nekakšen predhodnik današnjih za radarje nevidnih ("stealth") letal. Med posadkami se je uveljavil tudi vzdevek "Mossie".
Zasnovan je bil kot neoborožen hitri bombnik, pozneje so ga začeli uporabljati tudi kot taktični bombnik, lovski bombnik, nočni bombnik, nočno lovsko letalo, jurišno letalo, izvidiniško letalo, sledilno letalo (pathfinder) in fotografsko letalo. Zaradi velike hitrosti, ki je bila povsem primerljiva z lovci tedanjega časa, ga je bilo skorajda nemogoče prestreči. Uporabljala ga je tudi britanska letalska družba  British Overseas Airways Corporation (BOAC) za hiter prevoz pomembnih tovorov in tudi oseb. Tako so 6. oktobra 1943 z Mosquitom iz Stockholma na Švedskem preko Norveške na Škotsko (v bombniškem jašku) prepeljali danskega jedrskega fizika Nielsa Bohra (NN 1922). Čez nekaj dni pa na enak način še njegovega sina Aageja Bohra, študenta fizike (NN 1975). Oba sta pozneje sodelovala v 'Projektu Manhattan' (atomska bomba) v ZDA.
RAF je imel posebne, zelo specializirane enote Mosquitov, ki so bile izredno izvežbane v natančnih bombardiranjih. Dve od takih sta bila 138. in 140. polk. Ti t. i. "pin-point" napadi so bili tako natančni, da so bombe in/ali rakete lahko zadevale že vnaprej točno določene dele stavb ali druge cilje. Zelo odmeven je bil napad na nacistični zapor pri Amiensu v Franciji 18. februarja 1944. To operacijo, imenovano "Jericho", sta izpeljali 464. avstralska skupina in 487. novozelandska skupina 140. bombniškega polka. Iz zapora je tako lahko ušlo veliko vidnih poveljnikov in članov francoskega odpora, ki bi bili drugače kmalu ustreljeni. Opremljeni z osmimi nevodenimi 3" raketami pod krili so zelo uspešno napadali nemške vojne ladje, tankerje in podmornice na gladini (med prečrpavanjem goriva, nalaganjem torpedov, hrane, vode, menjavo posadke, izkrcevanjem ranjencev ali bolnikov) ali pa nemške vojaške vlake, cestne transporte, ceste, železniške proge in križišča ter postaje, mostove, letališča, rafinerije, strateške tovarne itn. 
Izdelovati so ga začeli leta 1941. Poganjala sta ga dva motorja Rolls-Royce Merlin. 
V zraku je bil lahko prepoznaven po repnem smernem krmilu, ki je imelo obliko hrbtne plavuti morskega psa. Tako kot Spitfira in Westland Whirlwinda, ga odlikuje čudovita aerodinamična oblika. Nič čudnega, saj je ravno konstruktor Mosquita dejal: "Letalo čudne oblike lahko čisto spodobno leti, lepo oblikovano letalo pa zmeraj lepo leti!". Zakoni aerodinamike so neizprosni. 
Z izdelavo Mosquita se je v letalstvu začela uporaba lepil, kar je danes povsem običajen postopek.
Njegov (malo manjši, enosedi in še veliko hitrejši) naslednik je bil De Havilland DH.103 Hornet (Sršen).

## Uporabniki
| Avstralija Belgija Burma Canada Republika Kitajska Ljudska republika Kitajska Češkoslovaška Dominikanska republika Francija Izrael Nova Zelandija | Norveška Poljska South Africa Sovjetska zveza Švedska Turčija Švica Združeno kraljestvo United States Jugoslavija |

## Tehnične specifikacije

### DH.98 Mosquito F Mk II
Lovska verzija
Podatki iz Mosquito and Mosquito Performance trials
Splošne karakteristike
- Posadka: 2: pilot, navigator/operater radarja
- Dolžina: 41 ft 2 in (13,57 m)
- Razpon kril: 54 ft 2 in (16,52 m)
- Višina: 17 ft 5 in (5,3 m)
- Površina kril: 454 ft2 (42,18 m2)
- Teža praznega letala: 13 356 lb (6.058 kg)
- Naložena teža: 17 700 lb (8.028 kg)
- Maks. vzletna teža: 18 649 lb (8.549 kg)
- Pogon letala: 2 ×  tekočinsko hlajen V12-valjnik Rolls-Royce Merlin 21/21, 1.480 hp (1.103 kW)  vsak

 Zmogljivost 
- Maks. hitrost: 318 vozlov (366 mph (589 km/h)) at 21.400 ft (6.500 m)
- Doseg: 782 nmi (900 mi (1.400 km)) z 410 gal (1.864 litrov) goriva na višini 20.000 ft (6.100 m)
- Višina leta: 29 000 ft (8.839 m)
- Hitrost vzpenjanja: 1 740 ft/min (8,8 m/s)
- Obremenitev kril: 39,9 lb/ft2 (195 kg/m2)
- Razmerje moč/teža: 0,189 KM/lb (311 W/kg)Oborožitev

- Strelno orožje: 4 × 20 mm (.79 in) Hispano Mk II top (v trupu) in 4 × .303 in (7.69 mm) Browning strojnice (nos)

Letalska elektronika

- AI Mk IV ali Mk V radar (NF različice)

### DH.98 Mosquito B Mk XVI
Bombniška verzija
Podatki iz Jane's Fighting Aircraft of World War II and World War II Warbirds
Splošne karakteristike
- Posadka: 2: pilot, bombardir / navigator
- Dolžina: 44 ft 6 in (13,57 m)
- Razpon kril: 54 ft 2 in (16,52 m)
- Višina: 17 ft 5 in (5,3 m)
- Površina kril: 454 ft2 (42,18 m2)
- Teža praznega letala: 14300 lb (6.490 kg)
- Naložena teža: 18 100 lb (8.210 kg)
- Maks. vzletna teža: 25 000 lb (11.000 kg)
- Pogon letala: 2 ×  tekočinsko hlajen 12-valjnik Rolls-Royce Merlin, 1.710 KM (1.280 kW)  vsak

 Zmogljivost 
- Maks. hitrost: 361  vozlov (415 mph (668 km/h)) at 28.000 ft (8.500 m)
- Doseg: 1 300 nmi (1.500 mi (2.400 km)) polno naložen z bombami
- Višina leta: 37000 ft (11000 m)
- Hitrost vzpenjanja: 2850 ft/min (14,5 m/s)
- Obremenitev kril: 39.9 lb/ft2 (195 kg/m2)
- Razmerje moč/teža: 0,189 KM/lb (311 W/kg)Oborožitev

- Bombe: 4.000 lb (1.800 kg)

Letalska elektronika

- GEE radio-navigacija